# 相田さやか
相田 さやか（あいだ さやか、1975年3月9日 - ）は、日本の女性声優、ナレーター。東京都出身。アーツビジョン所属。

## 略歴
日本ナレーション演技研究所卒業。

## 人物
かつては「小林 さやか（こばやし さやか）」名義だったが、1997年10月1日をもって現在の芸名に改名した。
ハスキーな声質を活かして少年役を得意にしている。
1977年から1992年まで放送されていたアメリカ横断ウルトラクイズの視聴者およびファンであったことを公言している。
趣味・特技は能、狂言、落語鑑賞、英会話、スペイン語会話、だじゃれ。

## 出演
太字はメインキャラクター。

### テレビアニメ
1993年
- しましまとらのしまじろう（コタロー）

1997年
- EAT-MAN（ジャスティン）

1998年
- ふしぎなメルモ（リニューアル版）（ニタ子）

1999年
- 彼氏彼女の事情（子供A）
- ワイルドアームズ トワイライトヴェノム（ミッシェル）

2000年
- THE ビッグオー（子供）
- 風まかせ月影蘭（子供2）
- ゲートキーパーズ（OL）
- BOYS BE…（貴子、女子高生、陸上部員、女生徒、DJ）
- クレヨンしんちゃん（スチュワーデス）
- キョロちゃん（子供B）
- 六門天外モンコレナイト（ロック〈♀〉）

2001年
- 犬夜叉（ユキ、男の子）
- ギャラクシーエンジェル（男の子）
- スターオーシャンEX（主婦C）
- 地球防衛家族（女の子B、生徒B、子供B、コンサートの観客、子供C、生徒）

2002年
- アソボット戦記五九（ユウ）
- 激闘!クラッシュギアTURBO（王虎）
- 爆転シュート ベイブレード2002（ネット）

2003年
- クラッシュギアNitro（ラスカ）
- 金色のガッシュベル!!（ニコル）
- 出撃!マシンロボレスキュー（大空太陽）

2004年
- 陰陽大戦記（2004年 - 2005年、白虎のコゲンタ）
- MAJOR 1st season（村井）

2006年
- デジモンセイバーズ（トーマの母）
- NARUTO -ナルト-（漁火）
- 爆球Hit! クラッシュビーダマン（竹市伴平）
- ロックマンエグゼBEAST（ヒロ）

2009年
- はっけん たいけん だいすき!しまじろう（エコエコおねえさん）

2012年
- カードファイト!! ヴァンガード アジアサーキット編（スズメ・エンドウ）
- バトルスピリッツ 覇王（子供アラタ）

2016年
- 少年メイド（肉屋）

2023年
- ひろがるスカイ!プリキュア（りほの母）

### 劇場アニメ
- 機動戦士ΖガンダムII A New Translation -恋人たち-（2005年、シンタ）
- 機動戦士ΖガンダムIII A New Translation -星の鼓動は愛-（2006年、シンタ）
- 新SOS大東京探検隊（2006年、桜木俊）

### OVA
- 機動戦士ガンダム 第08MS小隊 特別編 ラスト・リゾート（1999年、双子B）[6][注 1]
- BREAK-AGE（1999年、店内アナウンス）[6]
- マジンカイザー（2001年 - 2003年、兜シロー） - 2作品[一覧 1]
- .hack//SIGN（2003年、カイト）
- あじさいの唄（2004年、ごんちゃん）
- おジャ魔女どれみナ・イ・ショ（2004年、友恵）
- 教えて!はれるん（2006年、裕太）
- 機動戦士ガンダム MS IGLOO 黙示録0079（2006年、エルヴィン・キャディラック）
- 機動戦士ガンダムSEED C.E.73 STARGAZER（2006年、子供A）
- .hack//G.U. TRILOGY（2008年、蒼炎の守護神）

### ゲーム
1997年
- アルナムの翼 焼塵の空の彼方へ（エニクイ〈4歳時〉）
- TILK 〜青い海から来た少女〜（パック）

2000年
- RPGツクール2000 サンプルRPG『花嫁の冠』（暗黒騎士）
- パワーストーン（1999年 - 2000年） - 2作品

2001年
- Apocripha/0

2002年
- ガレリアンズ:アッシュ（パット）
- Shinobi（銅）
- .hack Vol.1 - 4（2002年 - 2003年、カイト〈主人公〉） - 4作品

2004年
- 帝国千戦記 PS2版（鈴鈴、歓歓、硫影）

2005年
- サモンナイト クラフトソード物語 〜はじまりの石〜（リッチバーン）

2006年
- I/O（エンリル / 出雲司）
- 乙女の事情（小鳥遊菫）
- ゼルダの伝説 トワイライトプリンセス
- .hack//G.U.（2006年 - 2017年、蒼炎のカイト） - 3作品
- FRAGMENTS BLUE（須藤駿馬）
- コロボットアドベンチャー（ナット、チェロ）

2007年
- SDガンダム GGENERATION（2007年 - 2016年、エルヴィン・キャディラック、ルナ・シーン） - 2作品
- 死角探偵 空の世界 〜Thousand Dreams〜（夕葵鳴海）
- どこでもヨガ（ナレーション）

2009年
- レイトン教授と魔神の笛（クロウ）

2010年
- テイルズ オブ ファンタジア なりきりダンジョンX（カイト〈コスチューム〉）
- .hack//Link（カイト、葬炎の騎士、そら）

2012年
- .hack//Versus（カイト）
- PROJECT X ZONE（カイト）

2015年
- PROJECT X ZONE 2:BRAVE NEW WORLD（カイト、葬炎のカイト / トライエッジ）

2018年
- LOST TRIGGER（スジン）

2020年
- 世界のアソビ大全51
- The Last of Us Part II

2023年
- ゼルダの伝説 ティアーズ オブ ザ キングダム

2025年
- 東京放課後サモナーズ（カルブンクロ）

### CD

#### ドラマCD
- 陰陽大戦記 スペシャルサウンドトラック 虎の巻（白虎のコゲンタ）
- 陰陽大戦記 スペシャルサウンドトラック2 龍の巻（白虎のコゲンタ）
- 戦國ストレイズ（草薙正宗、米〈よね〉）
- 爆竜戦隊アバレンジャー プレミアムドラマCD（爆竜バキケロナグルス）

#### 音楽CD
- ユニバーサルエンターテインメント パチスロサウンドコレクション 第3弾 〜緑ドン 青ドン 花火の極 オリジナルサウンドトラック〜（青ドン、緑ドン）※ソロ曲あり
- 緑ドン VIVA!情熱南米編 オリジナルサウンドトラック（ドンちゃん）※ソロ曲あり

### 吹き替え

#### 映画
- アメリ（アメリ〈少女時代〉）
- アメリカン・サマー・ストーリー
- イーグル・ジャンプ（ジャネット〈ジョー・ハートリー〉）
- イーナちゃんとテディベア
- ウエスト・サイド・ストーリー（ファウスタ〈アンドレア・バーンズ〉[15]）
- エディット・ピアフ〜愛の讃歌〜
- オオカミの誘惑（チョ・ダルム）
- お!バカんす家族（デビー・グリズワルド〈クリスティナ・アップルゲイト〉）
- 彼女たちの時間
- クレイドル・ウィル・ロック（ジョバンナ）
- ケイト・ベッキンセール in アナザーワールド 鏡の国のアリス（娘〈シャーロット・カーリー〉）
- ゲット・リッチ・オア・ダイ・トライン（マーカス(少年時代)〈マーク・ジョン・ジェフリーズ〉）
- 恋するための3つのルール
- サイン
- サッカー・ドッグ
- ザ・プリテンダー2（ケイリー）
- ジア 裸のスーパーモデル
- シー・ノー・イーヴル 肉鉤のいけにえ（メリッサ〈ペニー・マクナミー〉）
- スウィート・ノベンバー（アブナー〈リアム・エイケン〉）
- スパングリッシュ 太陽の国から来たママのこと（クリスティーナ・モレノ〈シェルビー・ブルース〉）
- スピードスター（セージ〈タリン・マニング〉）
- タイタニック
- チーター・ガールズ2（マリソル）
- 翼のない天使
- ナポレオン・ダイナマイト
- バーシティ・ブルース
- パリの確率
- ハロウィンH20
- フリントストーン2/ビバ・ロック・ベガス
- マーサの幸せレシピ（ベルナデッテ）
- M3GAN ミーガン（エルシー〈エレン・デュビン〉）
- メリーに首ったけ
- ライフ・イズ・ビューティフル（ロドルフォ）※DVD・ビデオ版
- リプレイスメント

#### ドラマ
- アリー my Love
- ER XII 緊急救命室 #2（ジョスリン・プラット〈セシリー・ルイス〉）
- ER XIII 緊急救命室 #4（ミルサ〈レイチェル・セルダ〉）
- ER XV 緊急救命室 #7（ブランカ・アルバラド〈モニーク・ガブリエラ・カーネン〉）、#7,16（ダリル・バンフィールド〈デイロン・アドキソン〉）、#10（グロリア・オルティス〈グロリア・ガラユア〉）
- エージェント・オブ・シールド（エレナ・“ヨーヨー”・ロドリゲス〈ナタリア・コルドバ＝バックリー〉）
- オータム・イン・マイ・ハート 〜秋の童話〜（チェ・ウンソ〈少女時代〉〈ムン・グニョン〉）
- グレイズ・アナトミー2 恋の解剖学（ジャスティン）
- シャーリー・ホームズの冒険（シャーリー・ホームズ〈メレディス・ヘンダーソン〉）
- デッド・ゾーン（ジル）
- ドーソンズ・クリーク
- 24 -TWENTY FOUR-（ジャネット・ヨーク）
- パワーレンジャー・ターボ（ジェニー）
- プロビデンス2（メアリー）

#### テレビ番組
- The Hills（ローレン・コンラッド）

#### アニメ
- アトランティス 失われた帝国
- ウィッチ -W.I.T.C.H.-（イルマ・レアー）
- キ・ファイターテラン（テラン）
- タイタンA.E.
- チキンラン

### ナレーション
- BS11 素敵な世界旅（ナレーション）
- TBSチャンネルナビ（ナレーション）
- テレビ朝日「スーパーモーニング」 （ナレーション）
- スタイルアップ 毎日がイタリアン（ジャーダ・デ・ラウレンティス）
- 神奈川県平塚市の広報番組「ひらつかビジョン」（ナレーション）

### 特撮
- スーパー戦隊シリーズ
  - 救急戦隊ゴーゴーファイブ（1999年 - 2000年、アナライズロボ・ミントの声）
  - 救急戦隊ゴーゴーファイブ 激突!新たなる超戦士（1999年、アナライズロボ・ミントの声）
  - 救急戦隊ゴーゴーファイブVSギンガマン（2000年、アナライズロボミントの声）
  - 爆竜戦隊アバレンジャー（2003年 - 2004年、爆竜バキケロナグルスの声、所員）
  - 爆竜戦隊アバレンジャー DELUXE アバレサマーはキンキン中!（2003年、爆竜バキケロナグルスの声）
  - 爆竜戦隊アバレンジャースーパービデオ オール爆竜爆笑バトル（2003年、爆竜バキケロナグルスの声）

### パチスロ
- 青ドン（ドンちゃん）
- 青ドン 花火の極（ドンちゃん）
- 青ドン 花火の匠（ドンちゃん）
- 赤ドン（ドンちゃん）
- 緑ドン（ドンちゃん）
- 出番だ!葉月ちゃん（ドンちゃん）
- 緑ドン VIVA!情熱南米編（ドンちゃん）
- 赤ドン 雅（ドンちゃん）
- ドンちゃん祭（青ドンちゃん、赤ドンちゃん、緑ドンちゃん）
- 緑ドン キラメキ!炎のオーロラ伝説（ドンちゃん）

### オーディオブック
- LisBo  墨丸（2018年[16]、語り[17]）
- LisBo 糸車（2019年[18]、語り[19]）
- Audible 考えない練習（2019年、朗読）
- Audible 空気を読む脳（2020年、朗読）
- Audible 若手社員を一流に変えるディップの「最速育成法」 あの会社の新人は、なぜ育つのか（2020年、朗読）
- Audible 英語は3語で伝わります（2020年、朗読）
- Audible エデュケーション　大学は私の人生を変えた（2020年、朗読）
- Audible 星の子（2021年、朗読）

### ラジオドラマ
- 青春アドベンチャー「迷宮百年の睡魔」（パトリシア）

### VP
- フジフイルムポストカード
- ぶんぶくちゃがま
- 東京ドーム

### その他コンテンツ
- AXN授賞式レポート（ナレーション）
- DVD ヨガラティスシリーズ（ナレーション）
- 日本広告審査機構（JARO）（ナレーション）